# Helen Jameson
Helen Jameson (* 25. September 1963) ist eine ehemalige britische Schwimmerin. Sie gewann eine olympische Silbermedaille.

## Karriere
Die 1,73 m große Helen Jameson war Spezialistin im Rückenschwimmen.
Ihre internationale Karriere begann bei den Olympischen Spielen 1980 in Moskau. Zunächst fand der Wettbewerb in der 4-mal-100-Meter-Lagenstaffel statt. In der Besetzung Helen Jameson, Margaret Kelly, Ann Osgerby und June Croft gewannen die Britinnen die Silbermedaille hinter der Staffel aus der DDR und vor der Staffel aus der Sowjetunion. Über 100 Meter Rücken belegte Jameson im Vorlauf den 17. Platz. Auch der elfte Platz im Vorlauf über 200 Meter Schmetterling reichte nicht für die Finalteilnahme aus.
Zwei Jahre später bei den Weltmeisterschaften in Guayaquil verpasste Jameson als 16. über 100 Meter Rücken und 17. über 200 Meter Rücken die jeweilige Finalteilnahme. Die britische Lagenstaffel mit Helen Jameson, Susannah Brownsden, Ann Osgerby und June Croft kam auf den achten Platz. Bei den Commonwealth Games 1982 in Brisbane schwamm Jameson auf den achten Platz über 100 Meter Rücken und verpasste über 200 Meter Rücken die Finalteilnahme.
Helen Jamesons Bruder Andy gewann ebenfalls eine olympische Medaille im Schwimmen.